# Irbis śnieżny
Irbis śnieżny, irbis, pantera śnieżna, śnieżny leopard, uncja (Panthera uncia) – gatunek ssaka z podrodziny panter (Pantherinae) w obrębie rodziny kotowatych (Felidae), występujący na terenach Azji Środkowej.

## Taksonomia
Gatunek po raz pierwszy zgodnie z zasadami nazewnictwa binominalnego opisał w 1775 roku niemiecki przyrodnik Johann Christian Daniel von Schreber, nadając mu nazwę Felis uncia. Miejsce typowe to góry Ałtaj. Schreber swój opis oparł na okazie z de Buffona z 1761 roku. Podgatunek uncioides po raz pierwszy zgodnie z zasadami nazewnictwa binominalnego opisał w 1855 roku amerykańsko-brytyjski przyrodnik Thomas Horsfield, nadając mu nazwę Felis uncioides. Miejsce typowe to Nepal. Horsfield swój opis oparł na okazach z Muzeum Kompanii Wschodnioindyjskiej otrzymanych od angielskiego przyrodnika Briana Houghtona Hodgsona.
Do niedawna irbis śnieżny zaliczany był do monotypowego rodzaju irbis (Uncia). Na podstawie analizy genetycznej przeprowadzonej w 2006 roku gatunek ten został umieszczony ponownie w rodzaju lampart (Panthera). Irbis jest ściśle powiązany z tygrysem, obydwa gatunki rozdzieliły się około 2 miliony lat temu. Autorzy Illustrated Checklist of the Mammals of the World rozpoznają dwa podgatunki.

### Etymologia
- Panthera: πανθηρας panthēras „pantera, lampart”[19].
- uncia: starofranc. ounce „ryś”[20].
- uncioides: epitet gatunkowy Felis uncia Schreber, 1775; -οιδης -oidēs „przypominający”[4].

## Zasięg występowania
Irbis śnieżny występuje w Azji, zamieszkując w zależności od podgatunku:
- P. uncia uncia – centralna Azja na północny wschód do Mongolii i południowej Rosji.
- P. uncia uncioides – zachodnia Chińska Republika Ludowa i Himalaje.

## Habitat
Preferuje tereny górzyste i skaliste. Najczęściej przebywa na wysokości od 3000 do 4500 m n.p.m., jednak zaobserwowano go na wysokości nawet 5500 m. Czasami polując, szczególnie zimą, schodzą na niższe partie gór, w okolice 900 m n.p.m. Unikają gęstych lasów, zwykle występują w lasach iglastych lub w suchych zaroślach.

## Morfologia
Długość ciała (bez ogona) 86–125 cm, długość ogona 80–105 cm; masa ciała 22–52 kg; dorosłe samice są mniejsze i lżejsze od dorosłych samców. Ma krępe, dość krótkie łapy i długi, gruby ogon. Na białokremowej lub szarawej na grzbiecie i białej na brzuchu sierści widnieją czarne lub ciemnobrunatne rozetki i plamy. Długie i gęste futro doskonale kamufluje zwierzę.

## Styl życia
Aktywny w ciągu dnia oraz o zmierzchu. W poszukiwaniu zdobyczy przemierza terytorium łowieckie po stałych ścieżkach. Jest bardzo czujny i ostrożny. Prowadzą samotniczy tryb życia, jedynie w okresie godowym obserwowany bywa w parach. Znaczą swój teren odchodami oraz feromonami. Występują w odległości co najmniej 2 km od innego osobnika. Długość życia w niewoli wynosi między 18 a 21 lat.

## Odżywianie
Są drapieżnikami. Poluje na górskie ssaki kopytne takie jak koziorożce, markury, dziki, nahury, tary i piżmowce syberyjskie, a także na świstaki, ptaki oraz niewielkie kręgowce. Polują także na  zwierzęta domowe, np. drób i bydło.

## Rozmnażanie
Ich okres godowy trwa zwykle od stycznia do marca. Po ciąży trwającej 90–100 dni rodzą się zwykle 2–3 młode, sporadycznie w miocie zdarza się 5 młodych. Świeżo po urodzeniu ważą około 300–600 g. Rodzą się ślepe, zaczynają widzieć po upływie tygodnia. 
Z matką przebywają do 1 roku. Żywią się mlekiem matki do 5 miesięcy. Dojrzałość płciową osiągają w wieku dwóch lat (w niewoli – na wolności zapewne później). Młode rodzą się w jaskiniach lub szczelinach skalnych, które są wyściełane sierścią matki.

## Zagrożenia i ochrona
Na wolności żyje tylko 4500–7000 irbisów, w ogrodach zoologicznych około 200. Główne zagrożenia stanowi rozproszenie populacji (utrudnia to zmienność genetyczną), lokalny handel futrami tych zwierząt oraz wykorzystywanie ich kości w chińskiej medycynie. W Czerwonej księdze gatunków zagrożonych IUCN irbis śnieżny jest uznawany za gatunek narażony (VU, Vulnerable). Chroni go też załącznik I konwencji CITES.
W Biszkeku w sierpniu 2017 roku odbyło się międzynarodowe forum poświęcone ochronie irbisa, w którym wzięło udział 10 państw. Jego celem było ustalenie wspólnego planu działania zmierzającego do ochrony dwudziestu siedlisk naturalnych do 2020 roku. We wrześniu tego samego roku Międzynarodowa Unia Ochrony Przyrody postanowiła przenieść gatunek z grupy zagrożone wymarciem do grupy narażone na wymarcie.